# Quando i picciotti sgarrano
Quando i picciotti sgarrano é un film del 1978 scritto, diretto e interpretato da Romolo Cappadonia. Il film è uscito solo in Sicilia.